# Chiesa di Santa Maria Assunta (Lugnano in Teverina)
La chiesa di Santa Maria Assunta, nota anche con il titolo di collegiata, è la parrocchiale di Lugnano in Teverina, in provincia di Terni e diocesi di Terni-Narni-Amelia; fa parte della forania di Amelia e Valle Teverina.

## Storia
La primitiva pieve di Lugnano in Teverina sorse probabilmente tra i secoli VIII e IX, tuttavia, una ricostruzione venne effettuata nel Basso Medioevo, tra il XI e il XII, e i lavori furono portati a termine entro il 1230 con la costruzione del pronao.
Nel Cinquecento vennero edificate le cappelle laterali e i titolari furono i membri del capitolo istituito nel 1511 e composto all'inizio da quattro membri, saliti poi a dodici entro il 1860. Nel Settecento l'abside fu oggetto di una risistemazione e di un ammodernamento.
Nel 1901 fu realizzato un intervento di consolidamento del presbiterio, del pronao e del tetto e nel 1937 la struttura venne riportata a un aspetto più simile a quello che aveva nel Medioevo, con l'eliminazione delle cappelle e la riedificazione dell'abside, mentre nel 1945 si provvide a realizzare una loggetta.

## Descrizione

### Esterno

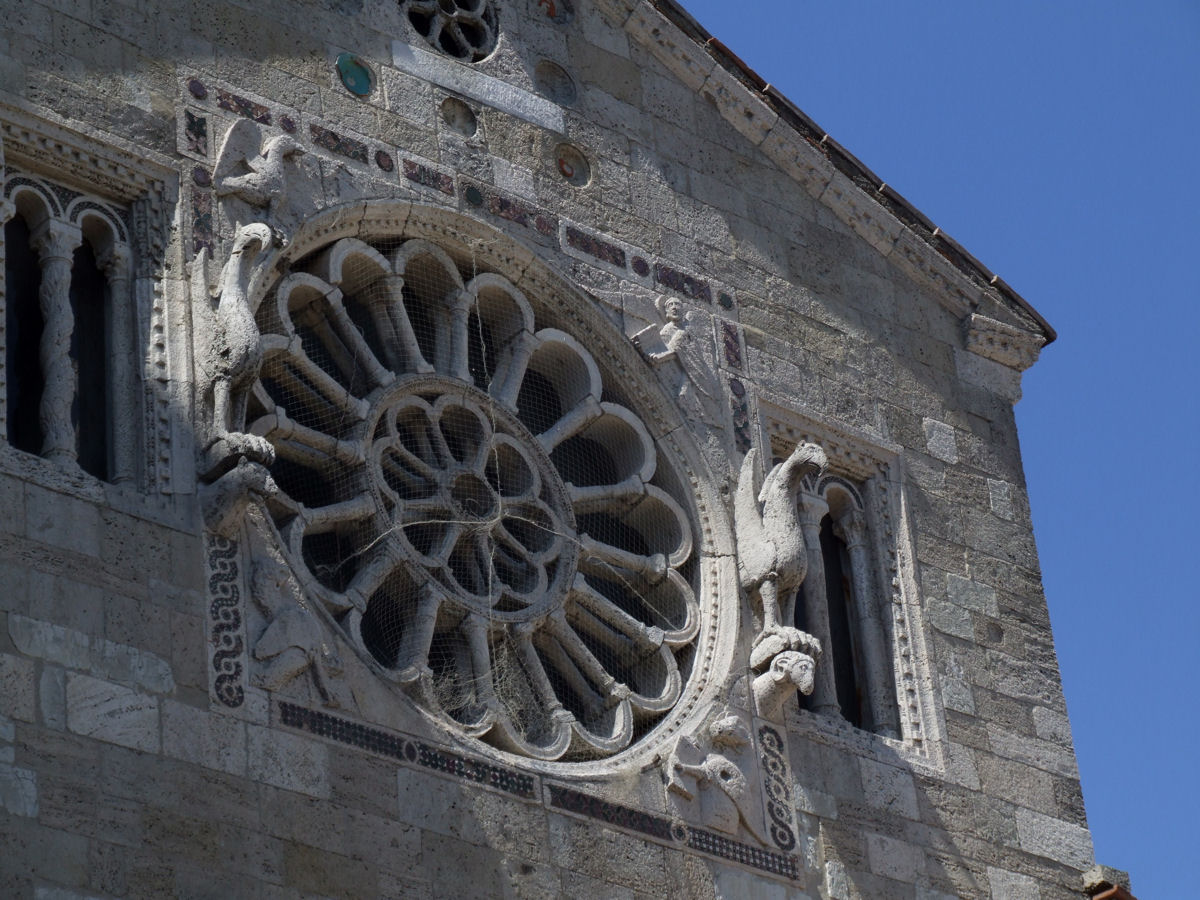
Particolare del rosone e dei grifoni

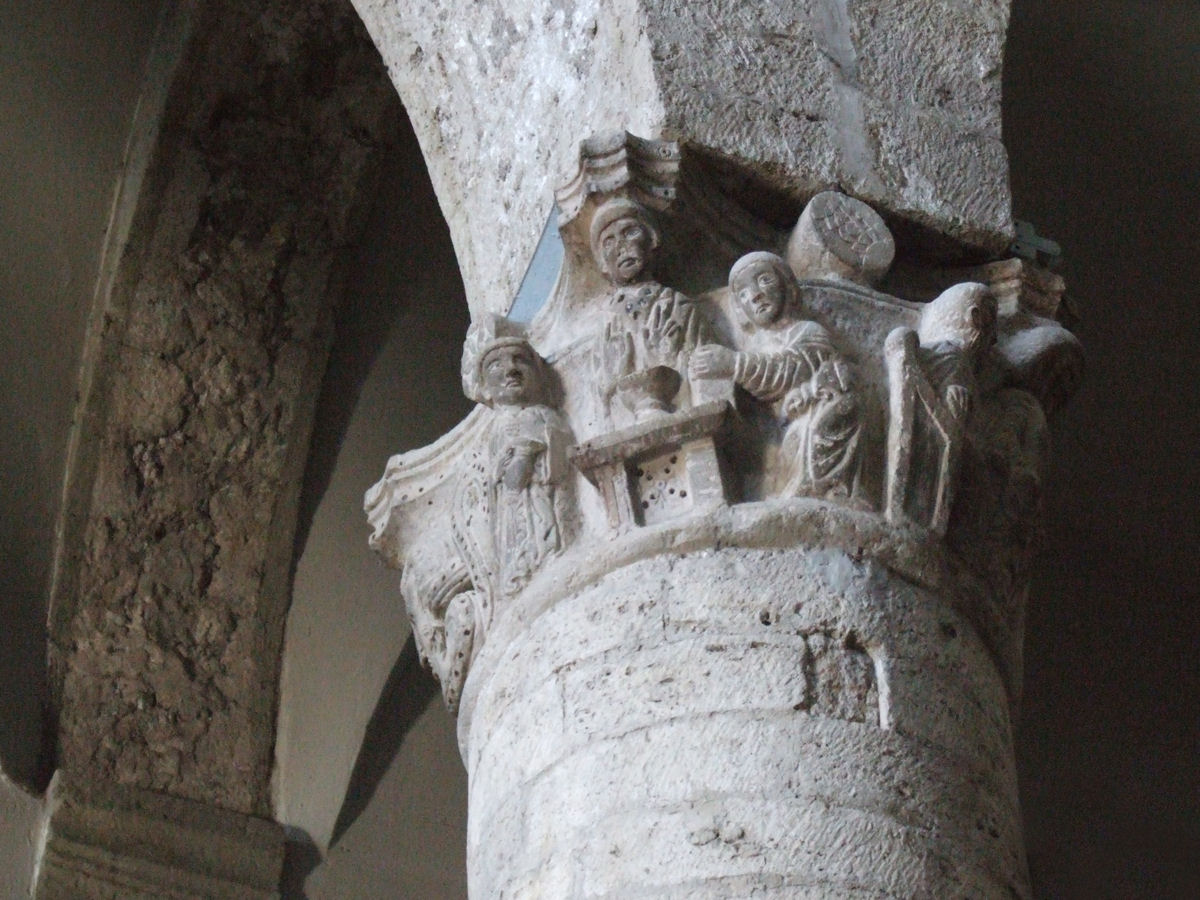
Capitello raffigurante l'eucaristia

La facciata a salienti è costituita da blocchi in pietra calcarea faccia vista ed è anticipata dal pronao, caratterizzato da due lesene e quattro colonne che reggono l'architrave e cinque archi a sesto ribassato dove sono raffigurati, in altorilievo, il tetramorfo con i simboli dei quattro evangelisti. Questa è sicuramente la parte che ha mantenuto l'aspetto originario, perché i numerosi rifacimenti hanno portato il complesso a essere considerato quasi un falso storico.

Presenta centralmente il rosone ampio e composto di due ordini di colonnine doppie, affiancato due grifoni aggettanti ai lati posti su due teste di ariete, inserito in una struttura quadrata con contorno a mosaico, che ospita negli angoli il ripetere del tetramorfo, con la raffigurazione del toro, dell'aquila, dell'angelo e del leone. Il rosone è affiancato da due finestre a bifora anche queste inserite in un contorno rettangolare lavorato in altorilievo. La facciata termina con l'aquila posta sulla punta a due spioventi del tetto, presente in molte chiese dedicate alla Vergine in stile romanico. Caratteristica che la differenza questa dalle altre, è l'agnello immolato che l'aquila trattiene tra gli artigli simbolo del martirio di Cristo sulla croce. Un altro piccolo rosone conclude la facciata contornato da sette piccole piastrelle circolari in porcellana.

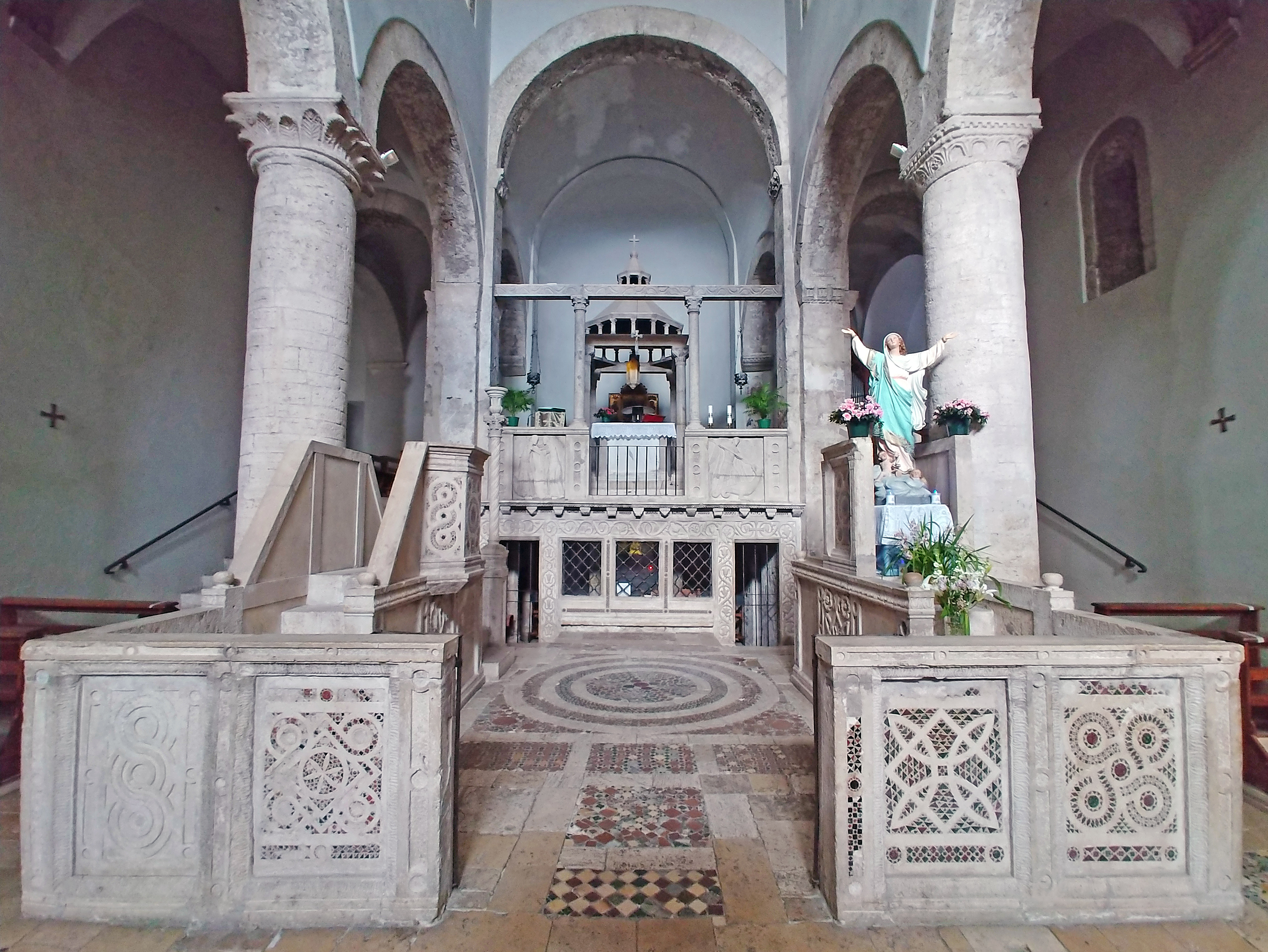
Schola cantorum, pergula e abside

### Interno

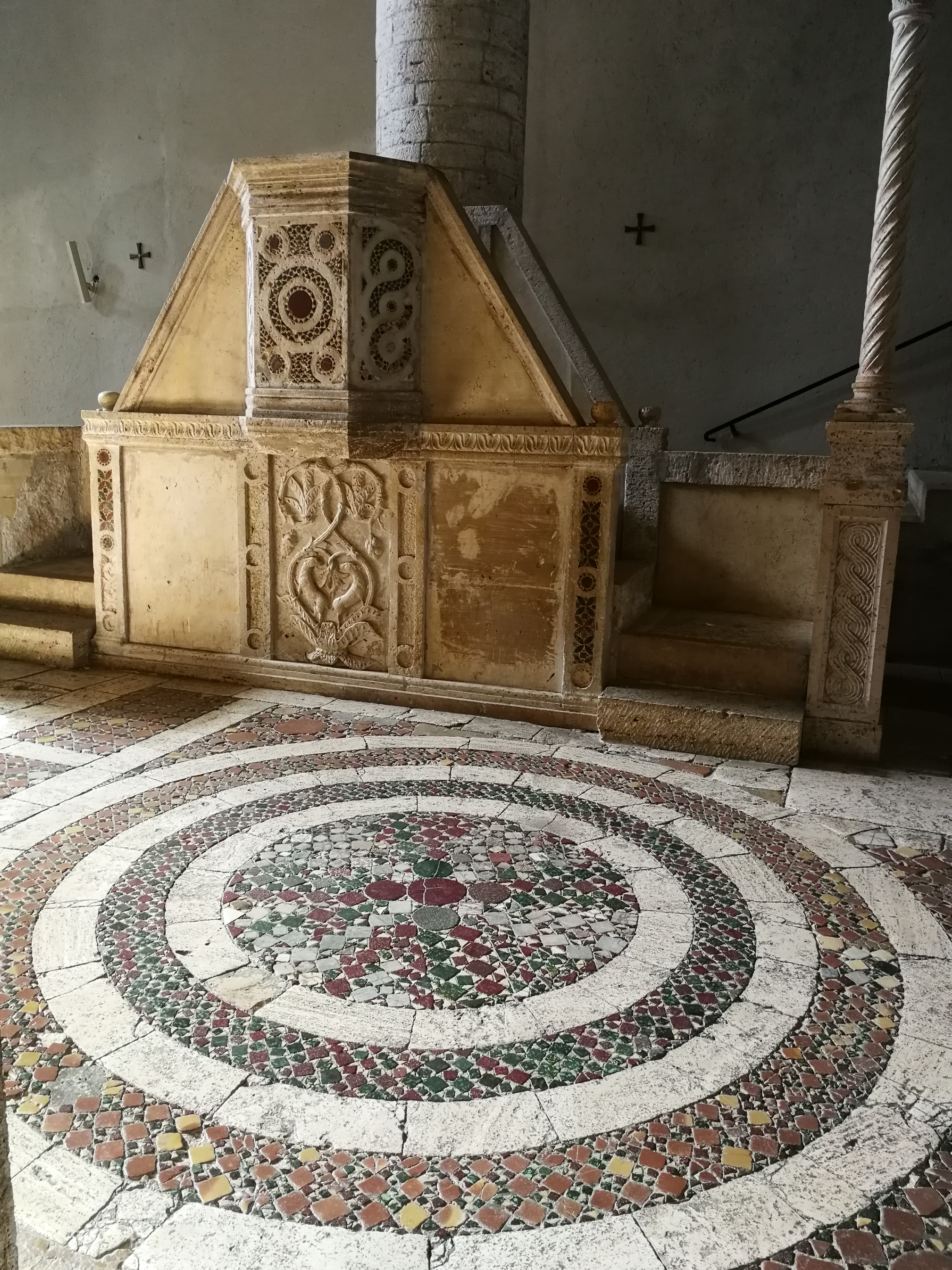
Lugnano in Teverina, Chiesa di Santa Maria Assunta, interno, veduta della schola cantorum

L'interno dell'edificio è composto da tre navate, separate da colonne che sorreggono gli archi, e dal transetto; la navata maggiore è voltata a botte, mentre le due laterali sono coperte da volte a crociera. Al termine dell'aula si sviluppa il presbiterio, rialzato di diversi gradini e chiuso dall'abside di forma semicircolare. La pavimentazione ha subito nel tempo, come tutta la chiesa, numerosi rifacimenti e non presenta quindi più l'originaria configurazione ma è una ricomposizione eseguita nel XVI secolo e anche se si presenta nello stile dei Cosmati non ne mostra gli elementi caratteristici. L'aula ospita al suo ingresso un quinconce asimmetrico, largo tutta la parte, dalle dimensioni affine a quelle del pavimento della chiesa di Santa Cosma a Anagni della prima metà del Duecento. Probabilmente questa parte di pavimento è stata costruita intorno al rinascimento. Prosegue la pavimentazione con una fila di piccoli dischi a guilloche e successivamente con un secondo quinconce diverso dai precedenti. Le campiture esterne presentano motivi triangolari simmetrici, non sufficienti per ritenere l'opera attribuibile a Jacopo di Lorenzo.
Segue una seconda guilloche eseguita anche con materiale locale da lapicidi di maggior cura, una ricostruzione di parti preesistenti, anche per l'antichità dei materiali che risultano di recupero.
La zona presbiteriale, sopraelevata, è una ricostruzione del Novecento realizzata allo scopo di riportare la struttura nella sua forma originale del XIII secolo. La parte completa di un altare con ciborio è raggiungibile da due scalinate poste al termine delle navate laterali, mentre la parte centrale presenta l'accesso all'antica cripta. La “schola Cantorum” con i due ingressi e le tre aperture grigliate precede il piccolo interno posizionato a livello dell'aula. L'interno conserva un crocifisso in alabastro cinquecentesco. Le aperture hanno cornici decorate, mentre l'interno si sviluppa in piccole navate divise da colonne d'ordine corinzio che reggono la copertura da lastre di travertino.
L'abside dietro il ciborio ospita un tabernacolo a sportelli dipinto da Nicolò di Liberatore nella seconda metà del Quattrocento e raffigurante la Vergine Assunta con il Bambino tra gli angeli affiancata dalle tavole raffiguranti san Francesco e san Sebastiano, completato in alto da un timpano con la scritta IHS, mentre ai piedi della Vergine tra i due angeli vi è lo stemma della cittadina di Lugnano in Teverina con la luna e le stelle.
La piccola cappella a destra del ciborio conserva altre opere di pregio, tra le quali era un frammento di affresco staccato con la Crocefissione, dipinta dalla scuola di Giotto, trafugato nel 2005. All'altare della cappella è una tela con la Decollazione del Battista, eseguita nel 1571 da Livio Agresti, ricollocata il 30 marzo 2019 dopo il restauro. A lato è stato collocato un prezioso dipinto con San Gerolamo, attribuito a Leandro Bassano.

### Organi a canne
Nella chiesa si trovano due organi a canne. In fondo alla navata laterale di destra, a lato del presbiterio, vi è un organo positivo realizzato per la non lontana chiesa di Santa Chiara, nel 1756 dall'organaro tirolese operante a Roma Johann Conrad Werle, come indicato da cartellino in consolle; dopo un lungo periodo di abbandono, lo strumento fu restaurato nel 2005 da Marco Laurenti. Lo strumento è integralmente racchiuso entro l'originaria cassa lignea e il suo prospetto, chiuso da portelle, è costituito da un'unica campata di canne ornate da uno scudo rovesciato sopra il labbro superiore, tipico di Werle. La tastiera, in bosso ed ebano, è di 45 note con prima ottava scavezza; la pedaliera è costituita da 9 tasti che fuoriescono dal basamento della cassa. I registri sono in totale 8, e fra questi figura un flauto di otto piedi con canne
tappate di castagno, caratteristico della fattura di Werle. In fondo al transetto di sinistra vi è un secondo organo a canne, risalente agli anni 1950 ed opera di Rino Pinchi. È a trasmissione elettrica ed integralmente racchiuso in cassa espressiva; ha 6 registri su unico manuale e pedale.